# Santa Rosa (Nou Mèxic)
Santa Rosa és una població dels Estats Units i seu del comtat de Guadalupe a l'estat de Nou Mèxic. Segons el cens del 2000 tenia 2.744 habitants.

## Demografia
Segons el cens del 2000, Santa Rosa tenia 2.744 habitants, 898 habitatges, i 616 famílies. La densitat de població era de 249,3 habitants per km².
Dels 898 habitatges en un 35% hi vivien nens de menys de 18 anys, en un 45,1% hi vivien parelles casades, en un 18,3% dones solteres, i en un 31,3% no eren unitats familiars. En el 28% dels habitatges hi vivien persones soles l'11,2% de les quals corresponia a persones de 65 anys o més que vivien soles. El nombre mitjà de persones vivint en cada habitatge era de 2,5 i el nombre mitjà de persones que vivien en cada família era de 3,03.
Per edats la població es repartia de la següent manera: un 23,1% tenia menys de 18 anys, un 10,4% entre 18 i 24, un 34,4% entre 25 i 44, un 20% de 45 a 60 i un 12% 65 anys o més.
L'edat mediana era de 36 anys. Per cada 100 dones de 18 o més anys hi havia 145,2 homes.
La renda mediana per habitatge era de 25.085 $ i la renda mediana per família de 28.782 $. Els homes tenien una renda mediana de 20.161 $ mentre que les dones 16.417 $. La renda per capita de la població era d'11.168 $. Aproximadament el 18,9% de les famílies i el 23,2% de la població estaven per davall del llindar de pobresa.

## Poblacions més properes
El següent diagrama mostra les poblacions més properes.